# Ascherbach (Lichte)
Der Ascherbach ist ein ca. 4 km langer linker Nebenfluss der Lichte im Thüringer Schiefergebirge und im  Naturpark Thüringer Wald.

## Name
Die Bezeichnung Ascherbach wird zweifelsfrei auf den Wortstämme von Asche und Bach zurückgeführt. In frühesten urkundlichen Erwähnungen, die bis 1386 zurückreichen, trug der heutige Ascherbach allerdings den Namen Glaseseiff. Diese mittelalterliche Namensgebung wie die Ortsnamen Glanzviertel und Waschdorf nahe dem Gewässer sind Hinweise darauf, dass im Einzugsgebiet der Lichte Goldbergbau und Goldwäsche betrieben wurden.

## Geographie

### Verlauf
Der Ascherbach entspringt im Ortsteil Schmalenbuche der Stadt Neuhaus am Rennweg in unmittelbarer Nähe zum Rennsteig, der Wasserscheide zwischen Thüringen und Franken.
Auf seinem Lauf nach Nordosten durchfließt der Bach den Ort Schmalenbuche, wendet sich nach Osten und folgt dem Neuhäuser Grund bis nach Ascherbach, dessen äußerstes Ende Glanzviertel heißt. Dort mündet er schließlich in die Lichte.